# Scipion de Martinis
Scipion de Martinis (Muro, 1622. – 6. travnja 1681.) bio je prelat Katoličke Crkve koji je služio kao biskup polignanski od 1672. do 1681. godine. Prethodno je bio trebinjsko-mrkanski biskup od 1663. do 1668.

## Životopis
Rođen je u Muru 1622. godine. Njegovi roditelji su se doselili u Dubrovnik. Završio je studij medicine u Padovi te se bavio liječništvom u Dubrovniku. Kada je prešao 40 godina, krenuo je putem svećeništva. Pohađao je teološke studije u Rimu. Za svećenika je zaređen 8. kolovoza 1662. godine u Rimu.
Dubrovački Senat ga je predložio, 11. studenog 1661., a papa Klement IX. potvrdio za biskupa trebinjsko-mrkanskog, 9. travnja 1663. Zbog toga što je njegov prethodnik, Sabin Cvjetković, pretežno boravio u Dubrovniku, a ne na prostoru svoje biskupije, Sveta Stolica je zatražila od de Martinisa, da prije negoli preuzme upravu nad biskupijom, položi zakletvu da će stanovati na prostoru vlastite biskupije. Skoro svake godine je bio u biskupiji o Uskrsu te Maloj Gospi u Ravnom.
Godine 1665. u izvješću Svetoj Stolici tužio se na hajduke koji su učestalim provalama i pljačkama uništili kršćane u njegovoj biskupiji. De Martinis navodi kako su hajduci troje katolika s područja njegove biskupije prodali u roblje u Napulj.
De Martinis je bio posljednji u nizu trebinjsko-mrkanski biskupa koji su služili pontifikalne mise u Crkvi Sv. Mihovila na Mrkanu. Ujedno je bio i posljednji trebinjsko-mrkanski biskup koji je stanovao na Mrkanu. Ipak, od 1664., zbog učestalih hajdučkih napada, najviše je stanovao u Dubrovniku. U potresu 1667., srušene su dvije kuće u kojima je biskup najviše stanovao sa svim stvarima u njima koje je posjedovao. Tri je mjeseca, 1666., stanovao u Orahovom Dolu, mijenjajući župnika don Marka Božića koji je liječio osmanskog pašu na Buni. Zatim je od rujna 1667. do svibnja 1668. boravio u unajmljenoj slamarici Ravnom.
Zbog teških uvjeta življenja i slaboga zdravlja odlučio je odstupiti sa službe trebinjsko-mrkanskog biskupa. U svibnju 1668. odlazi u Rim u posjetu ad limina. Od 31. prosinca 1668. umirovljen je na službi trebinjsko-mrkanskog biskupa.
Dana 2. svibnja 1672. imenovan je biskupom polignanskim.
Umro je 6. travnja 1681. godine.

### Knjige
- Bošković, Mladen. 1999. Prilog proučavanja zdravstva u stolačkom kraju.   Pujić, Ivica; Raguž, Pero (ur.). Humski zbornik IV. - Stolac u povijesti i kulturi Hrvata. Općina Stolac. Zagreb - Stolac. str. 379–387
- Koncul, Antun. 2017. Stanovništvo župe Gradac 1709-1918 godine. Dubrovnik |url-status=dead zahtijeva |archive-url= (pomoć)
- Marić, Marinko. 2020. Tragom nekretnina Trebinjsko-mrkanske biskupije na dubrovačkom području nakon smrti biskupa Nikole Ferića.   Krešić, Milenko (ur.). Trebinjsko-mrkanska biskupija za vrijeme posljednjeg biskupa ordinarija Nikole Ferića (1792.-1819.) i nakon njega. Teološko-katehetski institut u Mostaru. Mostar. str. 147–165
- Perić, Ratko. 2000. Da im spomen očuvamo. Biskupski ordinarijat Mostar. Mostar.
- Perić, Ratko. 2020. Kronotaksa trebinjsko-mrkanskih biskupa s nekim prijepornim pitanjima.   Krešić, Milenko (ur.). Trebinjsko-mrkanska biskupija za vrijeme posljednjeg biskupa ordinarija Nikole Ferića (1792.-1819.) i nakon njega. Teološko-katehetski institut u Mostaru. Mostar. str. 9–33
- Vidović, Mile. 2006. Župa Dobranje - matica župe Dubrave.   Krešić, Milenko (ur.). Humski zbornik IX. - 300 godina župe Dubrave. Aladinići. str. 59–74

### Članci
- Krešić, Milenko. 2015. Povijesno-pravne činjenice o Mrkanskoj biskupiji. Vrhbosnensia. Katolički bogoslovni fakultet Univerziteta u Sarajevu. Sarajevo.  (1): 31–43

### Mrežna sjedišta
- Bishop Scipione de Martinis †. catholic-hierarchy.org (engleski). Pristupljeno 21. rujna 2022.
- Svećeničko hodočašće na otok Mrkan (PDF). Službeni vjesnik biskupija Mostarsko-duvanjske i Trebinjsko-mrkanske. Biskupski ordinarijat Mostar. Mostar.  (2): 202–204. 2014

| Titule u Katoličkoj Crkvi   | Titule u Katoličkoj Crkvi              | Titule u Katoličkoj Crkvi |
| --------------------------- | -------------------------------------- | ------------------------- |
| prethodnik Sabin Cvjetković | Biskup trebinjsko-mrkanski 1663.–1668. | nasljednik Ante Primović  |
| prethodnik Vincenzo Pineri  | Biskup polignanski 1672.–1681.         | nasljednik Ignatius Fiumi |